# Sapromyza mollis
Sapromyza mollis är en tvåvingeart som först beskrevs av Robineau-desvoidy 1830.  Sapromyza mollis ingår i släktet Sapromyza och familjen lövflugor.
Artens utbredningsområde är Frankrike. Inga underarter finns listade i Catalogue of Life.